# Surtur (satélite)
Surtur es un satélite de Saturno. Su descubrimiento fue anunciado por David C. Jewitt, Scott S. Sheppard, Jan Kleyna y Brian G. Marsden el 26 de junio de 2006, después de las observaciones realizadas entre el 12 de diciembre de 2004 y el 29 de abril de 2006. Su designación provisional fue S/2006 S 7. 
Debe su nombre a Surtur (Surt), jefe de los gigantes de fuego en la mitología nórdica.